# Servoz
Servoz es una comuna y localidad francesa situada en la región Ródano-Alpes, en el departamento de Alta Saboya, en el distrito de Bonneville.

## Geografía
Servoz está situado en el valle alto del Arve, entre Chamonix-Mont-Blanc y Saint-Gervais-les-Bains, al pie de la montaña de Pormenaz.

## Demografía
| 411 | 426 | 434 | 435 | 619 | 818 |
| Para los censos de 1962 a 1999 la población legal corresponde a la población sin duplicidades (Fuente: INSEE [Consultar]) |     |     |     |     |     |

## Lista de alcaldes
- 2001-2008: Marie-France Marco (PRG)
- 2008-actualidad: Laure Schmutz